# Palác Pachtů z Rájova (Celetná 31)
Palác Pachtů z Rájova, či Pachtovský palác, zvaný též Seebergovský palác nebo Langerovský dům, je vrcholně barokní, částečně klasicistně upravený palác stojící na adrese Celetná 585/31, Králodvorská 585/2 na Starém Městě v městské části Praha 1. Je chráněn od roku 1964 jako kulturní památka.

## Historie

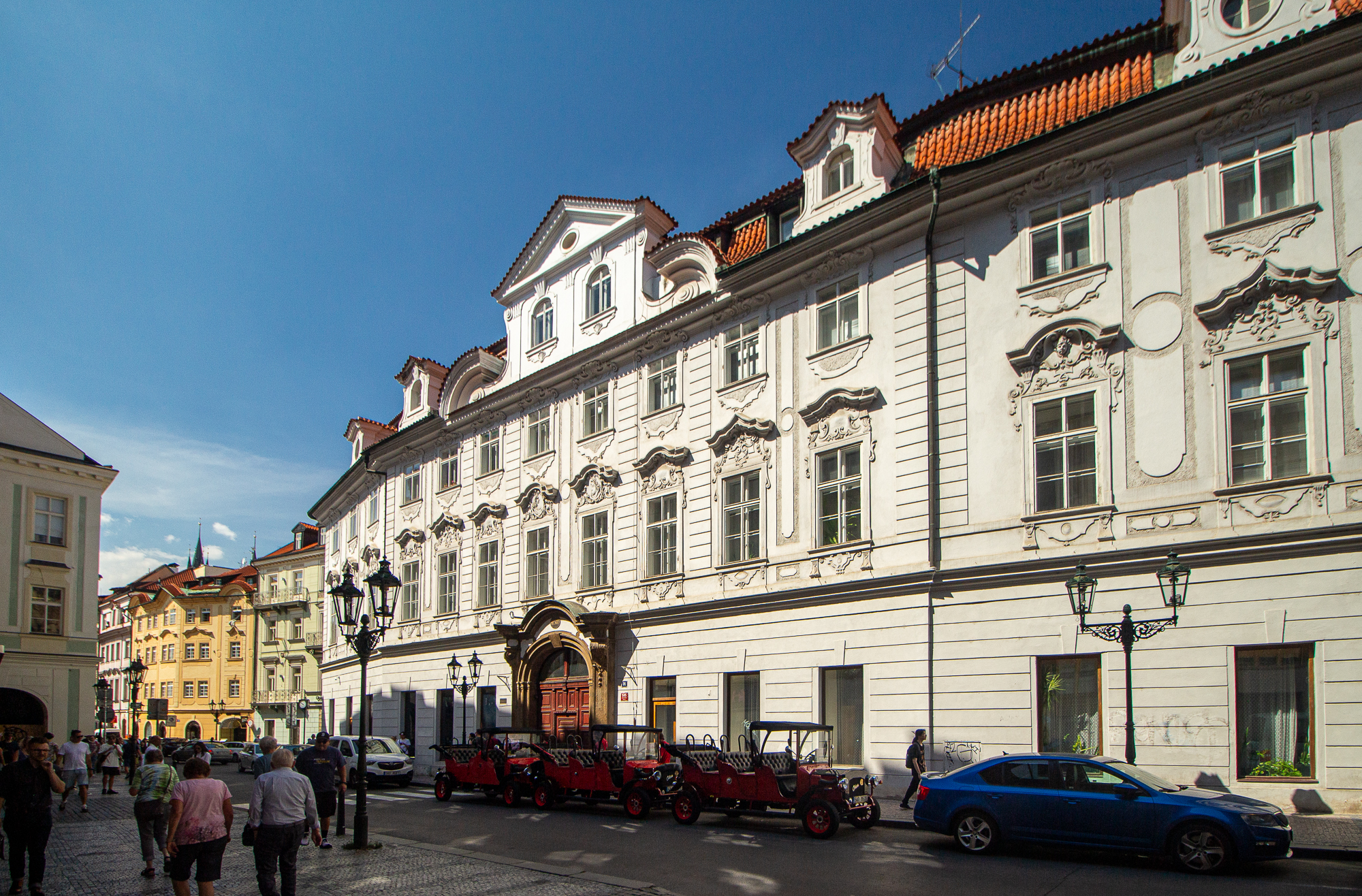
Celkový pohled

Na místě dnešního paláce stávaly čtyři středověké domy. Ty byly nejprve v 15. století sjednoceny, prošly renesanční přestavbou a v roce 1666 byly majetkem pánů ze Seebergu. Roku 1689 při tzv. francouzském požáru zcela vyhořely a byly pak spojeny do jednoho domu.
V roce 1737 palác zakoupil rytíř Josef Ignác von Langer, který si zřejmě u Kiliána Ignáce Dientzenhofera objednal projekt přestavby ve slohu vrcholného baroka, která byla dokončena v roce 1740.
V letech 1801–1822 vlastnili palác Pachtové z Rájova. Po roce 1840 připravil klasicistní úpravy stavitel Jan Ripota: dvorní křídla byla o patro zvýšena, byly vybudovány pavlače.
Ve 30. letech 20. století byl palác sídlem banky, což si vyžádalo významné úpravy včetně zastřešení dvora. K dalším úpravám interiérů pak dále došlo v 80. letech 20. století. V současnosti je palác využíván jako administrativní budova pro Ministerstvo vnitra.

## Architektura
Palác je čtyřkřídlý objekt téměř čtvercového půdorysu kolem novodobě zastřešeného dvora. Hlavní průčelí do Celetné ulice má 14 okenních os, středních osm zvýrazňuje rizalit. Ve středu tohoto průčelí je portál, který nese štukové medailony Marie Terezie a Františka Štěpána Lotrinského. Nad profilovanou korunní římsou je nad portálem štítový vikýř s volutově stočenými křídly. Boční průčelí v Králodvorské ulici je jednodušší, má 9 os.
V přízemí jsou dodnes dochované barokní klenby a barokní schodiště s klasicistním zábradlím. V jedné místnosti 1. patra se dochoval strop s výzdobou z doby Dientzenhoferovy přestavby.